# Apeles (escolástico)
Apeles (em latim: Apelles) foi um escolástico e possível advogado bizantino que talvez exerceu função em Constantinopla. Um vir disertissimus ("especialista"), fez parte da primeira comissão organizada por Teodósio II (r. 408–450) à elaboração do Código de Teodósio. Foi associado pelos autores da PIRT com o homônimo a quem Teodoreto de Cirro endereçou uma carta a respeito do médico e padre Pedro.